# Scaptodrosophila hamptoni
Scaptodrosophila hamptoni är en tvåvingeart som först beskrevs av Toyohi Okada 1986.  Scaptodrosophila hamptoni ingår i släktet Scaptodrosophila och familjen daggflugor. Inga underarter finns listade i Catalogue of Life.